# Молодіжна збірна ОАЕ з хокею із шайбою
Молодіжна збірна ОАЕ з хокею із шайбою — національна молодіжна чоловіча збірна команда ОАЕ, складена з гравців віком не більше 20 років, яка представляє країну на міжнародних змаганнях з хокею. Функціонування команди забезпечується Хокейною асоціацією ОАЕ, яка є членом ІІХФ.

## Історія
Молодіжна збірна Об'єднаних Арабських Еміратів брала участь лише в одному чемпіонаті світу серед молодіжних збірних у 2013 році, який проходив у столиці Болгарії Софії. Ще до початку турніру збірну ОАЕ було дискваліфіковано через неповну заявку гравців, так польових гравців у складі було менше ніж 15 та два воротарі. Зрештою матчі не враховувались як офіційні результати, а вважались товариськими матчами, у підсумковій таблиці збірній були зараховані поразки з рахунком 0:5. Збірна ОАЕ у всіх матчах турніру зазнала поразки, а найбільшої від збірної Китаю 1:23.

### Азійський Кубок Виклику
- 2018 – -е місце
- 2019 – 4-е місце
- 2022 – 4-е місце